# Hyperomyzus
Genre
Hyperomyzus est un genre d'insectes de l'ordre des hémiptères (les hémiptères sont caractérisés par leurs deux paires d'ailes dont l'une, en partie cornée, est transformée en hémiélytre), de la famille des Aphididae (pucerons).

## Liste des sous-genres rencontrés en Europe
- Hyperomyzus (Hyperomyzella)
- Hyperomyzus (Hyperomyzus)
- Hyperomyzus (Neonasonovia)

## Liste des espèces(à compléter)
- Hyperomyzus hieracii (Börner, 1939)
- Hyperomyzus lactucae (Linnaeus, 1758) - puceron des feuilles du groseillier et de la laitue
- Hyperomyzus picridis